# Acueducto y aljibe de Las Cumbres
El acueducto de Las Cumbres fue una obra de canalización construida a finales del siglo XIX en el municipio español de Huércal de Almería para transportar el agua procedente del río Andarax a través del canal de San Indalecio hasta el aljibe del cortijo de Los Córdobas. Al igual que la mayor parte del canal, con el tiempo quedó en desuso.

## Descripción
Construido con piedra y argamasa con mezcla de arena y grava, presentaba una forma de U, dividiéndose en un primer tramo elevado de 160 metros de largo que discurría por el oeste, un segundo tramo de 25 metros situado al norte y un tercer tramo de 100 metros situado al este.

## Historia
El 29 de mayo de 2015, se publicó en el Boletín Oficial de la Junta de Andalucía (BOJA) una orden por la que se inscribía hasta 46 elementos de la cultura del agua de la provincia de Almería en el Catálogo General del Patrimonio Histórico Andaluz, entre ellos el conjunto formado por el acueducto y aljibe de Las Cumbres. Sin embargo, en octubre de 2015, se publicó en el BOJA una rectificación por la que se eliminaba la catalogación de este único conjunto.

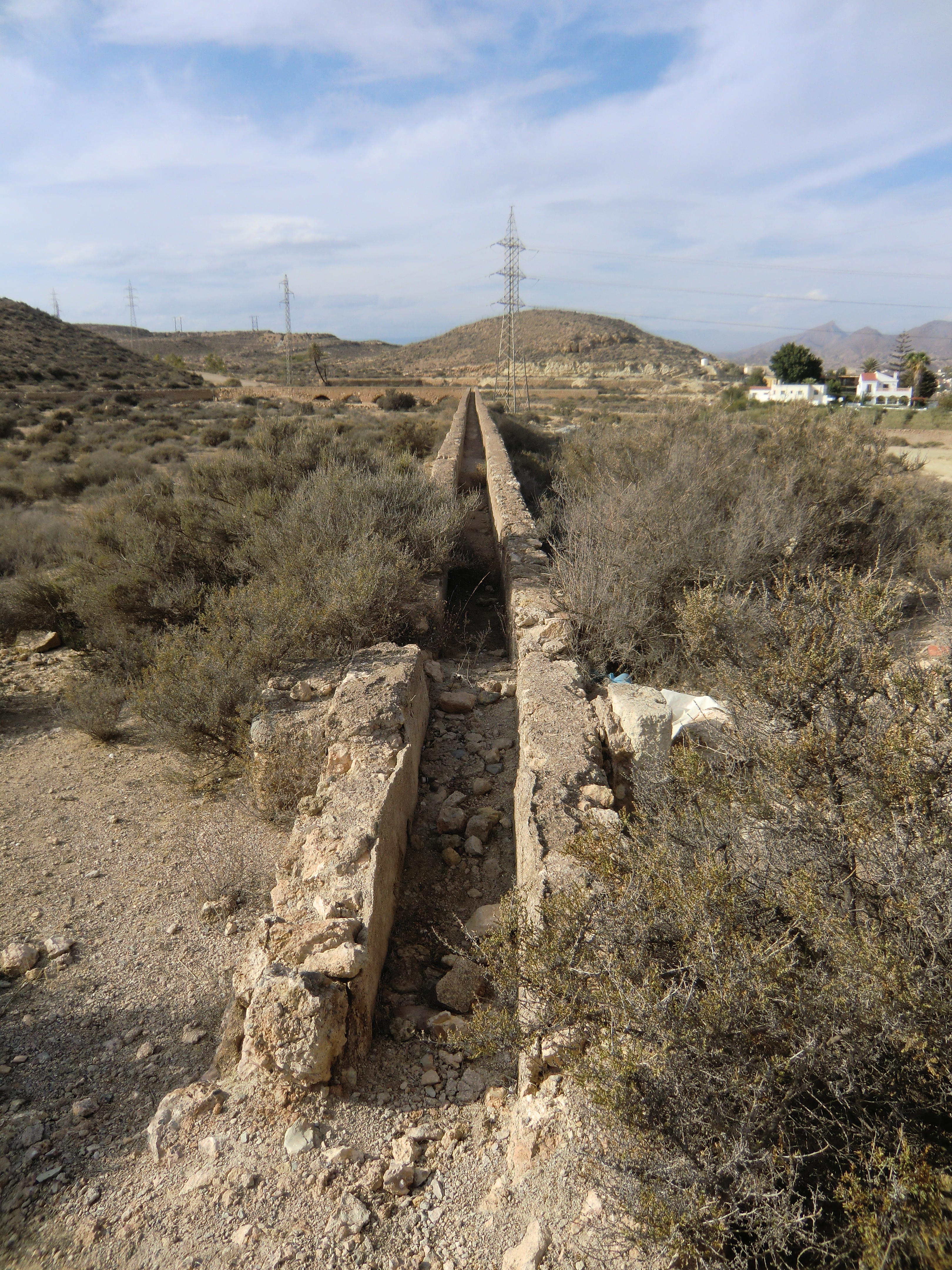
Insert caption here.

En marzo de 2021, varias asociaciones vecinales y organizaciones ecologistas constituyeron una Plataforma en Defensa del Canal de San Indalecio para reclamar la conservación del canal y particularmente la del acueducto de Las Cumbres, frente a unos planes urbanísticos que previsiblemente iban a destruirlo para construir una urbanización. En lo político, la protección del acueducto fue objeto de acusaciones cruzadas entre el equipo del gobierno local, del Partido Popular (PP, derecha) y la oposición de Izquierda Unida, que había gobernado el municipio entre 2007 y 2011. Finalmente, el 30 de junio, el gobierno local de Huércal de Almería aprobó por la vía de urgencia un proyecto de urbanización en la zona, y a finales de julio la empresa constructora derribó el acueducto.